# Oslava (Dolní Heřmanice)
Oslava (německy Oslau) je malá vesnice, část obce Dolní Heřmanice v okrese Žďár nad Sázavou. Nachází se asi 2,5 km na jih od Dolních Heřmanic. V roce 2009 zde bylo evidováno 30 adres. V roce 2001 zde trvale žilo 59 obyvatel.
Oslava je také název katastrálního území o rozloze 2,52 km2.

## Doprava
Oslava je s mateřskou obcí spojena silnicí III/3922, která se v Dolních Heřmanicích napojuje na cilnici II/392 z Tulešic do Velkého Meziříčí. Dále je místními komunikacemi napojena na Studnice, Velké Meziříčí a Panský Mlýn u Tasova.
Oslava je napojena na autobusovou linku z Velkého Meziříčí do Tasova.
Ve vsi začíná naučná stezka Balinského a Nesměřského údolí, dále žlutá turistická značka z Velkého Meziříčí na studenecké nádraží a modrá značka z Třebíče do Letovic.
Oslavu protíná cyklotrasa Mlynářská z Nového Města na Moravě do Hardeggu, její trasu z části kopíruje cyklotrasa 5109 z Náramče do Náměště nad Oslavou. Z ní se v Oslavě odděluje ještě cyklotrasa 5206 do Hostákova.